# 雕龙碑遗址
雕龙碑遗址位于中华人民共和国湖北省襄阳市枣阳市鹿头镇武庄村南250米处，是一处新石器时代遗址，体现了南北文化交流与融合，是全国重点文物保护单位。
雕龙碑遗址于1957年被发现，1990～1992年正式发掘。总面积约45000平方米，文化层厚0.6～2米，有三个时期的堆积，分属仰韶文化、大溪文化、屈家岭文化。发掘房基20余座，有单间半地穴式、双间、圆形单间和长方形三至四间地面建筑等，并发现有迄今所见最古老的推拉门。另发掘土坑墓70余座，均为长方形竖穴式，人骨保存较好。出土石器有锛、斧、凿、铲、纺轮，骨器有锥、镞，陶器以夹砂红陶为主，泥质黑陶次之，以及少量泥质灰陶，器形有鼎、罐、盆、钵、豆、盘、杯、碗、瓮等。

## 文物保护情况
1992年12月16日，以“雕龙碑遗址”的名义被湖北省人民政府列为第三批湖北省文物保护单位；1996年11月20日，以“雕龙碑遗址”的名义被中华人民共和国国务院列为第四批全国重点文物保护单位。
其作为文物的保护范围为：整个台地。
其作为文物的建设控制地带为：台地四周各向外延伸200米。